# Plötzensee
Plötzensee – jezioro w Berlinie. Jest usytuowane w południowej części dzielnicy Wedding. Jego powierzchnia wynosi 7,7 ha. Maksymalna głębokość 5,5 m. Znajduje się na północny wschód od kanału żeglownego Berlin-Spandau, w pobliżu parku Rehberge. Nad jeziorem znajduje się odkryte kąpielisko. Zostało ono wybudowane w latach 1926 do 1928, następnie w latach 1952 do 1954 zostało przebudowane.
W niedalekiej odległości od jeziora, w dzielnicy Charlottenburg-Nord, znajdują się: miejsce pamięci ofiar narodowego socjalizmu Gedenkstätte Plötzensee (róg ulic Hüttigpfad i Emmy-Zehden-Weg) oraz więzienie Plötzensee (Friedrich-Olbricht-Damm).

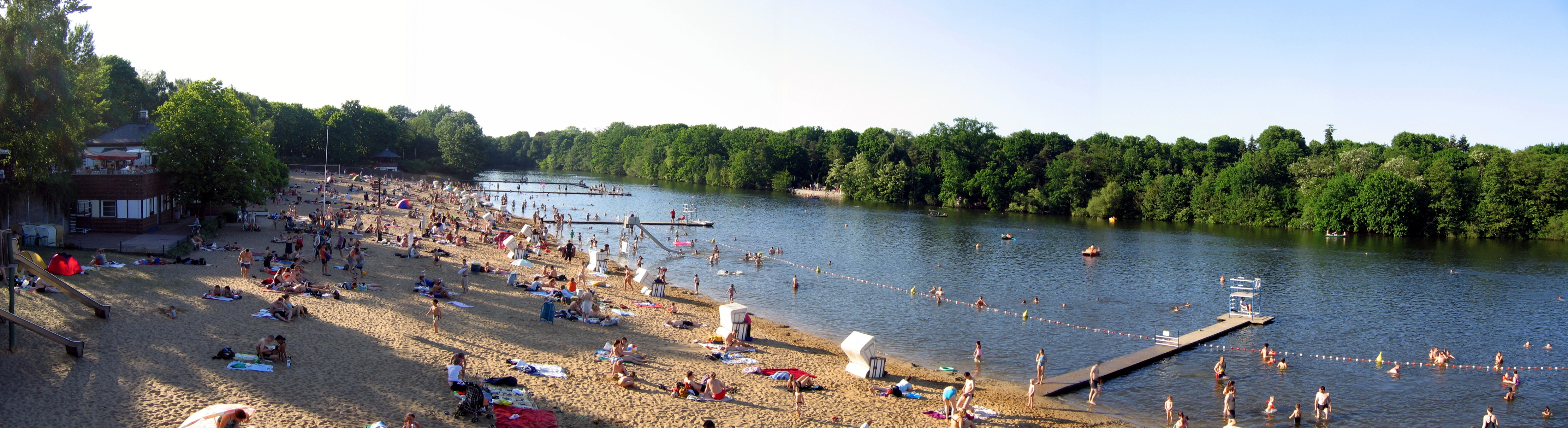
Kąpielisko nad jeziorem Plötzensee